# Zi:Kill
Zi:Kill, stiliserat som ZI:KILL eller ZI÷KILL, var ett japanskt visual kei-band som var aktivt 1987-1994.

## Medlemmar
Medlemmar när bandet splittrades 1994.
- Tusk Itaya (板谷祐?) – sång
- Ken Matsudaira (松平健?) – gitarr
- Seiichi Iida (飯田成一?) – bas
- Makoto "Eby" Ebina (海老名淳?) – trummor

Tidigare medlemmar
- Masami – trummor
- Yukihiro – trummor
- Tetsu Kikuchi (菊地哲?) – trummor